# Jean-Noël Coghe
Jean-Noël Coghe, né le 22 décembre 1946 à Wattrelos (dans le Nord de la France, où il grandira aussi), est un journaliste, reporter, écrivain spécialiste du rock et reporter globe-trotter.

## Biographie
Jean-Noël Coghe se lança dans le journalisme. Tout d'abord pour le quotidien Nord Éclair et le magazine Disco Revue. Il a également travaillé pour le magazine Rock & Folk.
Plus tard il commença sa carrière de reporter, en tant que journaliste pour France Inter et RMC. De 1980 à 1996 il intègre les studios de RTL dans le Nord, comme correspondant permanent pour le Nord de la France et la Belgique. Jean-Noël Coghe créera en 1979 les soirées rock à l’antenne de Fréquence Nord, la 1re radio décentralisée de Radio-France (sur le modèle de laquelle le réseau France Bleu sera créé, rebaptisé Ici en 2025), comme le rappelle La Voix du Nord : “La vie trépidante de Jean-Noël Coghe, l’ancien reporter de RTL originaire de Wattrelos, témoin privilégié de l’avènement du rock dans les années 1960-70, est racontée par Chantal Losfeld dans JNC : Jean-Noël Coghe - L'instinct reporter”. Par la suite, il publiera une série d'œuvres biographiques et autobiographiques.

## Œuvres
- Portfolio Jimi Hendrix, avec Moebius, Editions Stardom, 1998
- Jimi Hendrix, Emotions électriques, avec Moebius, Le Castor astral, 1999
- Rory Gallagher. Rock'n'Road Blues (CD "Off the boards", concert à Lille inédit), Le Castor astral/Epm, 2000. Réédition 2003.
- Autant en emporte le rock... Préface Michel Quint. Inclus 2 CD dont un concert de Ange (groupe) à Lille inédit, Le Castor astral, 2002
- Rory Gallagher. A Biography, Mercier Press (Irlande), 2001. Reprinted 2002
- Le Blues du reporter. Préface de Philippe Alexandre, Le Castor astral, 2002
- Éclats de blues, avec 2 CD d'actualités, 145 tranches de vie, Nuit myrtide, 2002
- Jimi Hendrix - Emotions électriques, Le Castor Astral, 2003. Jean-Noël Coghe fut un intime de Jimi Hendrix.
- Bill Wyman. On Route 66, Noeghan Press, 2003
- Bill Wyman. Steady Rollin'Man, préface Donal Gallagher, avec le CD Rhythm'Kings live, Le Castor astral, 2004
- Rory Gallagher, avec le CD "Off the Boards", Editura Nigredo (Roumanie), 2007
- Jimmy the Kid. James Dean Secret. Préface Bill Wyman, Hugodoc, 2007
- Mésaventures d'un petit reporter en Nord, Les Lumières de Lille, 2008
- Best of Best. Les années 1968-1979, Le Castor astral, 2010 : une anthologie des meilleurs moments du magazine Best
- Justes, un réseau... Le Nord sous la botte nazie, Ravet-Anceau, 2011
- Rory Gallagher : Rock en Cork, Pourparler édition, 2011
- RTL m'a flingué ! Aubry, Guigou, Fillon, Borloo aussi..., Les Lumières de Lille, 2012
- Autant en emporte le rock, Les Presses du Midi, 2013
- Chroniques d'un colporteur de sons, Presses du Midi, 2016, 442p.  (ISBN 2812707666)
- Smalls, Les Presses du Midi, 2017
- Gueux en berlouffes, Les Presses du Midi, 2017
- Eclats de 14-18, Les Presses du Midi, 2018
- Amougies, Les Presses Du Midi, février 2019, 152p.
- Jean-Noël Coghe et Christian Décamps, Toute une vie d'ange, Presses Du Midi, 14 novembre 2019, 322 p. (ISBN 978-2-8127-1119-0)
- James Dean ""Jimmy the Kid, Les Presses du Midi, 2020
- Rockin'mouscron, Presses Du Midi, 30 août 2023, 145p.  (ISBN 2812713941)